# Adriana Montes de Oca
Adriana Montes de Oca (Ciudad de México, 7 de febrero de 1994) es una actriz  y cantante mexicana, la cual es conocida por actuar en las series de televisión de Televisa Mi lista de exes y Renta congelada, como María y Sam Ramos respectivamente; ambos en papeles protagónicos,

## Su filmografía

### Televisión
| Año/s         | Proyecto                  | Papel          | Notas                                 |
| ------------- | ------------------------- | -------------- | ------------------------------------- |
| 2024          | Un buen divorcio          | Brenda         | Reparto; 1 episodio                   |
| 2024          | Lalola                    | Romina         | Reparto; 5 episodios                  |
| 2020-presente | Renta congelada           | Samantha Ramos | Protagonista; 36 episodios (3- temp.) |
| 2023          | Mala fortuna              | Inés Urquiza   | Principal; 8 episodios                |
| 2022          | Los hermanos Salvador     | Silvia         | Reparto                               |
| 2021-22       | S.O.S Me estoy enamorando | Titi Escobedo  | Antagonista; 95 episodios             |
| 2019          | Un poquito tuyo           | Mileidy        | Reparto; 38 episodios                 |
| 2019-2020     | Lorenza, bebe a bordo     | María          | Reparto                               |
| 2018          | Mi lista de exes          | María          | Protagonista; 12 episodios            |